# Christel Bories
Christel Frédérique Bories, née le 20 mai 1964 à Jallieu (Isère), est une cheffe d'entreprise française.

## Biographie
Elle est la fille de Jean-Louis et Janine Sauvonnet. Ses parents travaillent alors à Tréfimétaux comme ingénieurs.
Après sa sortie en 1986 de HEC Paris, elle fait 7 années dans le conseil, chez Booz Allen Hamilton puis chez Corporate Value Associates (CVA),.
En 1993, Jean-Pierre Rodier la nomme directrice stratégie et contrôle à l'Union minière (devenue Umicore en 2001).
En 1995, elle suit Jean-Pierre Rodier à Pechiney comme directrice de la stratégie et du contrôle de gestion. À cette époque, elle est la seule femme membre de l'équipe dirigeante du groupe, formée par ailleurs exclusivement de polytechniciens. En 1998, elle succède à Patrick Kron comme directrice du secteur emballage, qui représente 20% de l'activité du groupe.
À la suite de l'OPA d'Alcan sur Pechiney en 2003, elle est le seul membre de l'ancien comité directeur de Pechiney à occuper une fonction importante dans la nouvelle entité. En effet, elle est nommée patronne des emballages du groupe fusionné. En 2006, le patron d'Alcan, Travis Engen, la nomme à la tête des produits finis en aluminium, destinés à l'automobile et à l'aéronautique (Alcan EP).
En 2007, Alcan fait l'objet d'une OPA par Rio Tinto. Christel Bories conserve son poste, mais la division qu'elle dirige est mise en vente et devient finalement une société indépendante, Constellium, qu'elle dirige en 2011. Toutefois, s'ensuit un conflit de valeurs avec le fonds Apollo qui était le nouvel actionnaire de référence de Constellium, et Christel Bories démissionne.
En 2013, elle est directrice générale déléguée d'Ipsen, chargée de redresser la rentabilité et de changer la culture d'entreprise. À la suite d'une querelle avec le directeur général en titre, ils doivent tous deux quitter l'entreprise en mars 2016, remplacés par l'américain David Meek.
Au début de 2017, elle est nommée directrice générale déléguée du groupe Eramet. Elle succède à Patrick Buffet comme PDG d'Eramet le 23 mai 2017. La nouvelle fait monter l'action Eramet en bourse de plus de 6%.
En mars 2021, la famille Duval et l'État français, principaux actionnaires d'Eramet, négocient au sujet d'un changement de gouvernance et d'un possible départ de Christel Bories, souhaité par les Duval. Toutefois, la nouvelle fait chuter l'action en bourse et déplaît aux salariés. Le bilan de l'activité de Christel Bories joue également en sa faveur, car elle a redressé les activités d'extraction du nickel en Nouvelle-Calédonie et en Indonésie, ainsi que l'activité manganèse au Gabon. C'est pourquoi le ministre français de l'économie Bruno Le Maire a refusé de soutenir la requête de Georges et Cyril Duval,.

## Publications
- L'industrie racontée à mes ados... qui s'en fichent, Dunod, 2013

## Vie personnelle
Elle épouse en 1989 François Bories, et a 2 enfants.
Elle pratique le tennis, le ski et l'escalade.

## Décorations
- 2018  Officière de l'ordre national du Mérite[7], Chevalière en 2010.